# No Sleeves
No Sleeves (ノースリーブス No~ Suri~busu?) fue una subunidad musical formada por tres miembros del Team A de AKB48. La abreviatura del nombre del grupo es "no3b".

## Miembros
- Haruna Kojima
- Minami Takahashi
- Minami Minegishi

## Discografía

### Álbumes
1. "no3b" (ノースリーブス?) (1 de enero de 2011)

### Sencillos
1. "Relax!" (26 de noviembre de 2008)
2. "Tane" (タネ?) (18 de marzo de 2009)
3. "Kiss no Ryuusei" (キスの流星?) (25 de noviembre de 2009)
4. "Lie" (21 de abril de 2010)
5. "Kimi Shika" (君しか?) (4 de agosto de 2010)
6. "Answer" (2 de marzo de 2011)
7. "Kuchibiru Furezu..." (唇 触れず・・・?) (29 de junio de 2011)
8. "Pedicure day" (ペディキュアday?) (28 de diciembre de 2011)
9. "Kirigirisu Jin" (キリギルス人?) (16 de enero de 2013)

### Sencillos digitales
1. "3seconds" (1 de noviembre de 2008)
2. "Christmas Present" (クリスマスプレゼント?) (19 de diciembre de 2008)

### Concierto
1. "No Sleeves 10 〜Marugoto no no3b!!〜" (ースリーブス10th ANNIVERSARY〜丸ごとno3b!!?) (26 de noviembre de 2018)
2. "No Sleeves 15 años de aniversario en directo 〜Encantado de verte〜" (ノースリーブス 15th Anniversary Live〜Nice to see you〜?) (25 de noviembre de 2023